# Grand Prix-wegrace van Duitsland 2010
De Grand Prix-wegrace van Duitsland 2010 was de achtste race van het wereldkampioenschap wegrace-seizoen 2010. De race werd verreden op 18 juli 2010 op de Sachsenring nabij Hohenstein-Ernstthal, Duitsland.

## Uitslag

### MotoGP
Door een crash waarbij Randy de Puniet, Álvaro Bautista en Aleix Espargaró betrokken waren, werd in de tiende ronde de rode vlag gezwaaid. Alle drie de coureurs hadden deel kunnen nemen aan de herstart, aangezien de stand aan het einde van de voorlaatste ronde werd genomen en de rijders dus geklasseerd waren. Ze konden echter niet terugkeren naar de pitstraat binnen vijf minuten na het zwaaien van de rode vlag en mochten hierdoor niet deelnemen aan de herstart. Colin Edwards viel uit in de eerste race voordat deze werd stilgelegd en mocht ook niet deelnemen aan de herstart. De race werd ingekort tot 21 ronden en de grid voor deze race was gebaseerd op de stand in de voorlaatste ronde van de originele race.
| Pos | No | Rijder           | Constructeur | Ronden | Tijd             | Grid | Punten |
| --- | -- | ---------------- | ------------ | ------ | ---------------- | ---- | ------ |
| 1   | 26 | Dani Pedrosa     | Honda        | 21     | 28:50.476        | 3    | 25     |
| 2   | 99 | Jorge Lorenzo    | Yamaha       | 21     | +3.355           | 1    | 20     |
| 3   | 27 | Casey Stoner     | Ducati       | 21     | +5.257           | 2    | 16     |
| 4   | 46 | Valentino Rossi  | Yamaha       | 21     | +5.623           | 5    | 13     |
| 5   | 4  | Andrea Dovizioso | Honda        | 21     | +17.158          | 4    | 11     |
| 6   | 58 | Marco Simoncelli | Honda        | 21     | +17.757          | 8    | 10     |
| 7   | 69 | Nicky Hayden     | Ducati       | 21     | +17.935          | 15   | 9      |
| 8   | 11 | Ben Spies        | Yamaha       | 21     | +20.957          | 13   | 8      |
| 9   | 40 | Héctor Barberá   | Ducati       | 21     | +22.000          | 6    | 7      |
| 10  | 33 | Marco Melandri   | Honda        | 21     | +35.217          | 10   | 6      |
| 11  | 65 | Loris Capirossi  | Suzuki       | 21     | +45.042          | 14   | 5      |
| 12  | 15 | Alex de Angelis  | Honda        | 21     | +45.204          | 17   | 4      |
| DNF | 36 | Mika Kallio      | Ducati       | 0      | Ongeluk          | 11   |        |
| DNF | 14 | Randy de Puniet  | Honda        | 0      | Ongeluk (race 1) | 7    |        |
| DNF | 41 | Aleix Espargaró  | Ducati       | 0      | Botsing (race 1) | 9    |        |
| DNF | 19 | Álvaro Bautista  | Suzuki       | 0      | Botsing (race 1) | 16   |        |
| DNF | 5  | Colin Edwards    | Yamaha       | 0      | Ongeluk (race 1) | 12   |        |

### Moto2
| Pos | No | Rijder              | Constructeur | Ronden | Tijd        | Grid | Punten |
| --- | -- | ------------------- | ------------ | ------ | ----------- | ---- | ------ |
| 1   | 24 | Toni Elías          | Moriwaki     | 29     | 41:57.745   | 3    | 25     |
| 2   | 29 | Andrea Iannone      | Speed Up     | 29     | +3.297      | 1    | 20     |
| 3   | 44 | Roberto Rolfo       | Suter        | 29     | +6.574      | 12   | 16     |
| 4   | 10 | Fonsi Nieto         | Moriwaki     | 29     | +6.781      | 17   | 13     |
| 5   | 17 | Karel Abraham       | FTR          | 29     | +7.396      | 11   | 11     |
| 6   | 2  | Gábor Talmácsi      | Speed Up     | 29     | +9.555      | 5    | 10     |
| 7   | 50 | Damian Cudlin       | Pons Kalex   | 29     | +9.697      | 22   | 9      |
| 8   | 77 | Dominique Aegerter  | Suter        | 29     | +11.373     | 9    | 8      |
| 9   | 65 | Stefan Bradl        | Suter        | 29     | +13.152     | 7    | 7      |
| 10  | 68 | Yonny Hernández     | BQR-Moto2    | 29     | +13.726     | 14   | 6      |
| 11  | 25 | Alex Baldolini      | I.C.P.       | 29     | +15.802     | 16   | 5      |
| 12  | 16 | Jules Cluzel        | Suter        | 29     | +17.666     | 31   | 4      |
| 13  | 8  | Anthony West        | MZ-RE Honda  | 29     | +25.927     | 19   | 3      |
| 14  | 61 | Vladimir Ivanov     | Moriwaki     | 29     | +26.476     | 28   | 2      |
| 15  | 19 | Xavier Siméon       | Moriwaki     | 29     | +26.626     | 25   | 1      |
| 16  | 53 | Valentin Debise     | ADV          | 29     | +27.465     | 36   |        |
| 17  | 14 | Ratthapark Wilairot | Bimota       | 29     | +29.007     | 18   |        |
| 18  | 48 | Shoya Tomizawa      | Suter        | 29     | +42.961     | 8    |        |
| 19  | 11 | Yusuke Teshima      | Motobi       | 29     | +43.141     | 30   |        |
| 20  | 59 | Niccolò Canepa      | Force GP     | 29     | +43.277     | 39   |        |
| 21  | 9  | Kenny Noyes         | Promoharris  | 29     | +43.580     | 35   |        |
| 22  | 71 | Claudio Corti       | Suter        | 29     | +44.171     | 23   |        |
| 23  | 32 | Sascha Hommel       | Kalex        | 29     | +52.382     | 29   |        |
| 24  | 21 | Vladimir Leonov     | Suter        | 29     | +1:04.234   | 37   |        |
| 25  | 55 | Héctor Faubel       | Suter        | 29     | +1:19.211   | 27   |        |
| 26  | 88 | Yannick Guerra      | Moriwaki     | 29     | +1'23.078   | 41   |        |
| 27  | 41 | Arne Tode           | Suter        | 29     | +1:28.151   | 2    |        |
| DNF | 63 | Mike Di Meglio      | Suter        | 28     | Ongeluk     | 20   |        |
| DNF | 35 | Raffaele De Rosa    | Tech 3       | 25     | Uitgevallen | 24   |        |
| DNF | 39 | Robertino Pietri    | Suter        | 24     | Ongeluk     | 38   |        |
| DNF | 3  | Simone Corsi        | Motobi       | 19     | Ongeluk     | 6    |        |
| DNF | 95 | Mashel Al Naimi     | BQR-Moto2    | 17     | Uitgevallen | 40   |        |
| DNF | 45 | Scott Redding       | Suter        | 10     | Uitgevallen | 15   |        |
| DNF | 6  | Alex Debón          | FTR          | 10     | Ongeluk     | 10   |        |
| DNF | 12 | Thomas Lüthi        | Moriwaki     | 9      | Botsing     | 21   |        |
| DNF | 40 | Sergio Gadea        | Pons Kalex   | 7      | Ongeluk     | 32   |        |
| DNF | 60 | Julián Simón        | Suter        | 3      | Ongeluk     | 4    |        |
| DNF | 72 | Yuki Takahashi      | Tech 3       | 1      | Ongeluk     | 13   |        |
| DNF | 4  | Ricard Cardús       | Bimota       | 0      | Botsing     | 26   |        |
| DNF | 5  | Joan Olivé          | Promoharris  | 0      | Botsing     | 34   |        |
| DNF | 52 | Lukáš Pešek         | Moriwaki     | 0      | Botsing     | 33   |        |

### 125 cc
| Pos | No | Rijder               | Constructeur | Ronden | Tijd        | Grid | Punten |
| --- | -- | -------------------- | ------------ | ------ | ----------- | ---- | ------ |
| 1   | 93 | Marc Márquez         | Derbi        | 27     | 41:28.274   | 1    | 25     |
| 2   | 71 | Tomoyoshi Koyama     | Aprilia      | 27     | +17.578     | 7    | 20     |
| 3   | 11 | Sandro Cortese       | Derbi        | 27     | +18.263     | 4    | 16     |
| 4   | 12 | Esteve Rabat         | Aprilia      | 27     | +19.098     | 9    | 13     |
| 5   | 38 | Bradley Smith        | Aprilia      | 27     | +19.713     | 3    | 11     |
| 6   | 14 | Johann Zarco         | Aprilia      | 27     | +44.976     | 8    | 10     |
| 7   | 99 | Danny Webb           | Aprilia      | 27     | +53.243     | 10   | 9      |
| 8   | 7  | Efrén Vázquez        | Derbi        | 27     | +53.302     | 6    | 8      |
| 9   | 50 | Sturla Fagerhaug     | Aprilia      | 27     | +53.589     | 22   | 7      |
| 10  | 61 | Daniel Kartheininger | KTM          | 27     | +1:05.078   | 26   | 6      |
| 11  | 35 | Randy Krummenacher   | Aprilia      | 27     | +1:13.484   | 5    | 5      |
| 12  | 32 | Lorenzo Savadori     | Aprilia      | 27     | +1:13.719   | 25   | 4      |
| 13  | 5  | Alexis Masbou        | Aprilia      | 27     | +1:21.679   | 14   | 3      |
| 14  | 78 | Marcel Schrötter     | Honda        | 26     | +1 Lap      | 15   | 2      |
| 15  | 63 | Zulfahmi Khairuddin  | Aprilia      | 26     | +1 Lap      | 20   | 1      |
| 16  | 94 | Jonas Folger         | Aprilia      | 26     | +1 Lap      | 11   |        |
| 17  | 84 | Jakub Kornfeil       | Aprilia      | 26     | +1 Lap      | 16   |        |
| 18  | 86 | Kevin Hanus          | Honda        | 23     | +4 Laps     | 30   |        |
| DNF | 44 | Pol Espargaró        | Derbi        | 24     | Ongeluk     | 2    |        |
| DNF | 60 | Michael van der Mark | Lambretta    | 23     | Uitgevallen | 23   |        |
| DNF | 53 | Jasper Iwema         | Aprilia      | 16     | Uitgevallen | 12   |        |
| DNF | 15 | Simone Grotzkyj      | Aprilia      | 15     | Botsing     | 17   |        |
| DNF | 68 | Toni Finsterbusch    | KTM          | 15     | Botsing     | 18   |        |
| DNF | 26 | Adrián Martín        | Aprilia      | 14     | Ongeluk     | 19   |        |
| DNF | 87 | Luca Marconi         | Aprilia      | 10     | Uitgevallen | 27   |        |
| DNF | 69 | Louis Rossi          | Aprilia      | 8      | Uitgevallen | 24   |        |
| DNF | 62 | Marvin Fritz         | Honda        | 7      | Uitgevallen | 29   |        |
| DNF | 85 | Eric Hübsch          | Aprilia      | 6      | Uitgevallen | 28   |        |
| DNF | 72 | Marco Ravaioli       | Lambretta    | 4      | Ongeluk     | 31   |        |
| DNF | 23 | Alberto Moncayo      | Aprilia      | 2      | Ongeluk     | 13   |        |
| DNF | 39 | Luis Salom           | Aprilia      | 0      | Uitgevallen | 21   |        |

## Tussenstand na wedstrijd

### MotoGP
| Pos | Nr | Rijder           | Team   | Punten |
| --- | -- | ---------------- | ------ | ------ |
| 1   | 99 | Jorge Lorenzo    | Yamaha | 185    |
| 2   | 26 | Dani Pedrosa     | Honda  | 138    |
| 3   | 4  | Andrea Dovizioso | Honda  | 102    |
| 4   | 27 | Casey Stoner     | Ducati | 83     |
| 5   | 69 | Nicky Hayden     | Ducati | 78     |

### Moto2
| Pos | Nr | Rijder         | Team     | Punten |
| --- | -- | -------------- | -------- | ------ |
| 1   | 24 | Toni Elías     | Moriwaki | 136    |
| 2   | 12 | Thomas Lüthi   | Moriwaki | 94     |
| 3   | 29 | Andrea Iannone | Speed Up | 90     |
| 4   | 60 | Julián Simón   | Suter    | 77     |
| 5   | 48 | Shoya Tomizawa | Suter    | 76     |

### 125 cc
| Pos | Nr | Rijder           | Team    | Punten |
| --- | -- | ---------------- | ------- | ------ |
| 1   | 93 | Marc Márquez     | Derbi   | 157    |
| 2   | 44 | Pol Espargaró    | Derbi   | 131    |
| 3   | 40 | Nicolás Terol    | Aprilia | 118    |
| 4   | 38 | Bradley Smith    | Aprilia | 105    |
| 5   | 71 | Tomoyoshi Koyama | Aprilia | 77     |

1925 · 1926 · 1927 · 1928 · 1929 · 1930 · 1931 · 1933 · 1934 · 1935 · 1936 · 1937 · 1938 · 1939 · 1949 · 1950 · 1951 · 1952 · 1953 · 1954 · 1955 · 1956 · 1957 · 1958 · 1959 · 1960 · 1961 · 1962 · 1963 · 1964 · 1965 · 1966 · 1967 · 1968 · 1969 · 1970 · 1971 · 1972 · 1973 · 1974 · 1975 · 1976 · 1977 · 1978 · 1979 · 1980 · 1981 · 1982 · 1983 · 1984 · 1985 · 1986 · 1987 · 1988 · 1989 · 1990 · 1991 · 1992 · 1993 · 1994 · 1995 · 1996 · 1997 · 1998 · 1999 · 2000 · 2001 · 2002 · 2003 · 2004 · 2005 · 2006 · 2007 · 2008 · 2009 · 2010 · 2011 · 2012 · 2013 · 2014 · 2015 · 2016 · 2017 · 2018 · 2019 · 2021 · 2022 · 2023 · 2024 · 2025